# BIG (gruppo musicale)
I BIG (비아이지?; conosciuti anche come Boys In Groove) sono un gruppo musicale sudcoreano formatosi a Seul nel 2014.

## Storia
Hanno debuttato il 9 luglio 2014 con il singolo Hello. Hello stesso anno hanno ricevuto il premio al miglior artista esordiente ai Korean Culture & Entertainment Awards. L'anno successivo hanno ottenuto il loro primo piazzamento in classifica con Taola, che ha raggiunto il 15º posto nella hit parade giapponese.
Il loro primo EP, Aphrodite, è uscito nel 2016 e ha debuttato alla 29ª posizione della classifica coreana. Da allora hanno inoltre fatto ingresso in classifica in Corea con i maxi-singoli Hello Hello, che ha raggiunto il 25º posto nel 2017, e Illusion, che nel 2019 si è fermato alla 60ª posizione.

## Formazione
- J-Hoon – leader, voce (2014-)
- Benji – voce (2014-2020)
- Lee Gun-min – voce (2014-)
- Gook Min-pyo – rap (2014-2021)
- Yoo Hee-do – rap (2014-)
- Park Jin-seok – voce (2019-)

## Discografia

### EP
- 2016 – Aphrodite

### Singoli
- 2014 – Hello
- 2014 – Are You Ready
- 2015 – Between Night n Music
- 2015 – Taola
- 2016 – Aphrodite
- 2016 – Take You Home
- 2017 – 1.2.3
- 2017 – Hello Hello
- 2019 – Illusion

## Trasmissioni televisive
- MBC Music, reality show – 4 episodi[8]

## Riconoscimenti
- 2014-2016 - Ambassador of Korean Life Award[9][10] - Vincitore
- 2014 - New Artist Award[11] - Vincitore
- 2015 - New Artist Award[12] - Vincitore
- 2016 - Ambassador for Peaceful Reunification Practice[13] - Vincitore
- 2017
  - Ambassador for Korean Youth[14] - Vincitore
  - Ambassador for Hope[15] - Vincitore